# Rio São Francisco (Chopim)
Der Rio São Francisco ist ein etwa 38 km langer linker Nebenfluss des Rio Chopim im Süden des brasilianischen Bundesstaats Paraná.

## Geografie

### Lage
Das Einzugsgebiet des Rio São Francisco befindet sich auf dem Terceiro Planalto Paranaense (Dritte oder Guarapuava-Hochebene von Paraná).

### Verlauf
Sein Quellgebiet liegt im Südwesten des Munizips Clevelândia auf 916 m Meereshöhe etwa 15 km westlich des Hauptorts. Es liegt nahe dem Weiler Linha Passo do Leão etwa 300 m östlich der Staatsgrenze zu Santa Catarina, die hier von der Wasserscheide zwischen Rio Iguaçu und Rio Uruguay bestimmt wird.
Der Rio São Francisco verläuft in nördlicher Richtung. Er mündet auf 699 m Höhe von links in den Rio Chopim. An dessen anderem, nördlichem Ufer liegt der Distrikt Pinho Fleck des Munizips Honória Serpa. Der Fluss ist etwa 38 km lang.

### Munizipien im Einzugsgebiet
Der Rio São Francisco verläuft vollständig innerhalb des Munizips Clevelândia.